# Malas mujeres (programa de televisión)
Malas mujeres es un programa de televisión venezolano en formato reality show, producido por Hispanomedios para su streaming HispanoTV.
El reality está encabezado por las venezolanas Norkys Batista, Mariángel Ruiz, Kiara, Coraima Torres, Daniela Alvarado, Daniella Navarro, y Roxana Díaz.

## Formato
En este reality, siete conocidas figuras del entretenimiento en Venezuela comparten sus historias, desafiando prejuicios y revelando lo complejo de sus vidas, mostrando la verdadera cara detrás del artista, a través de historias reales y situaciones desafiantes. 
Cada una de las integrantes representan una "situación de la vida", y buscarán encontrar la redención ayudando a transformar la vida de la gente que las convirtió en estrellas.
El programa es desarrollado por Daniel Ferrer Cubillán, con grabaciones realizadas en distintas localidades de Venezuela.

## Integrantes
| Nombre           | Oficio             |
| ---------------- | ------------------ |
| Norkys Batista   | Actriz y modelo    |
| Roxana Díaz      | Actriz y modelo    |
| Mariángel Ruiz   | Animadora y actriz |
| Kiara            | Cantante y actriz  |
| Daniela Alvarado | Actriz             |
| Coraima Torres   | Actriz             |
| Daniella Navarro | Actriz             |